# Brabham BT62
La Brabham BT62 è una autovettura sportiva prodotta dalla casa automobilistica australiana Brabham Automotive dal 2018 al 2024.
La produzione è cessata a causa del fallimento della società.

## Descrizione
La BT62 è un'autovettura del tipo berlinetta a motore centrale, inizialmente realizzata esclusivamente per l'impiego in pista. È stata presentata nel 2018, con una produzione prevista di sole 70 vetture, in onore dei 70 anni di storia dell'omonima ex scuderia di Formula 1 Brabham.

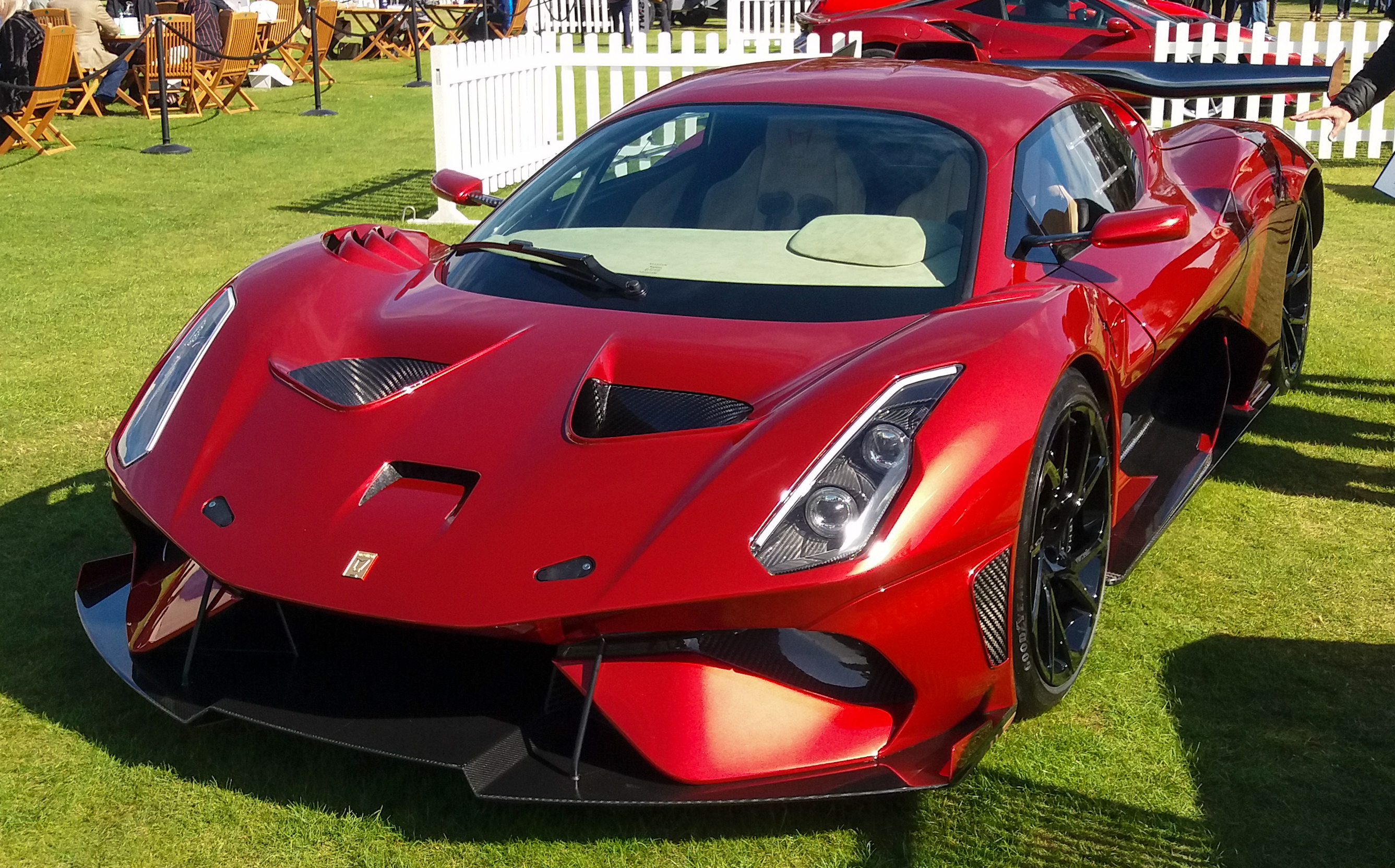
Brabham BT62 R del 2020 omologata per uso stradale

La BT62 è alimentata da un motore di origine Ford V8 aspirato da 5,4 litri montato in posizione longitudinale centrale-posteriore. Il motore è stato ampiamente modificato e ha una potenza di 700 CV a 7400 giri/min e sviluppa una coppia di 667 N·m a 6200 giri/min. La potenza viene scaricata sulle ruote posteriori attraverso una trasmissione fornita dalla Holinger del tipo sequenziale a sei velocità selezionabili attraverso delle levette collocate sul volante, mentre l'impianto frenante è composto da freni a disco in carboceramica, con pastiglie in carbonio azionate da pinze a sei pistoncini.
Progettata da David Brabham, figlio del pilota Jack Brabham, il telaio della BT62 utilizza una "architettura tubolare metallica" ovvero un tubolare in lega, con la carrozzeria che è realizzata mediante dei pannelli in fibra di carbonio con i passaruota in carbonio-kevlar; in questo modo il peso a secco si attesta sui 972 kg. L'auto è dotata di uno splitter anteriore, un diffusore e un ampio alettone posteriore, tutti realizzati in fibra di carbonio, che insieme sono in grado di produrre circa 1200 kg di carico aerodinamico. Le sospensioni utilizzano una configurazione a doppio braccio oscillante sia all'anteriore che al posteriore e dispone di ammortizzatori Öhlins regolabili su quattro vie azionati da aste e barre antirollio regolabili. Le ruote che sono dotate di attacco monodato e calzano pneumatici da 18″ slick della Michelin.
L'interno è spartano poiché la BT62 è costruita per la guida in pista: presenta gusci dei sedili in fibra di carbonio omologati FIA, cinture a sei punti, finiture in Alcantara, maniglie delle portiere in pelle, una pedaliera regolabile in alluminio, un cruscotto in fibra di carbonio, un quadro strumenti digitale da 12 pollici, volante rimovibile in fibra di carbonio e estintore. Sebbene la BT62 nella sua versione standard non possa legalmente circolare su strada, la Brabham offre un pacchetto per la conversione ad uso stradale.
Nel settembre 2020 il costruttore australiano ha presentato la BT62 R, una versione appositamente realizzata per essere omologata per la circolazione su strada.

## Motorsport

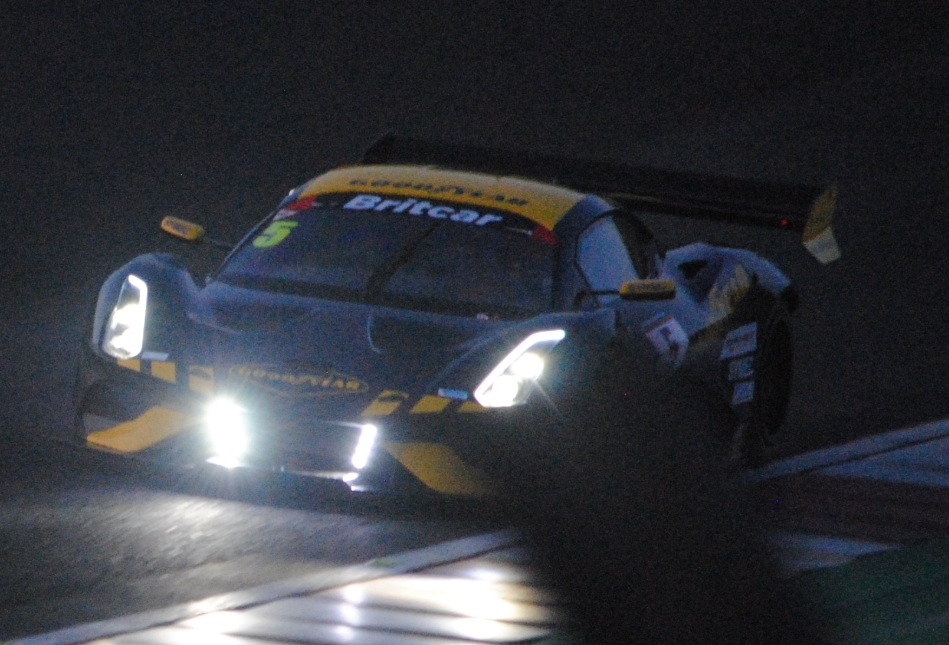
Brabham BT62 Competition in gara durante la BritCar

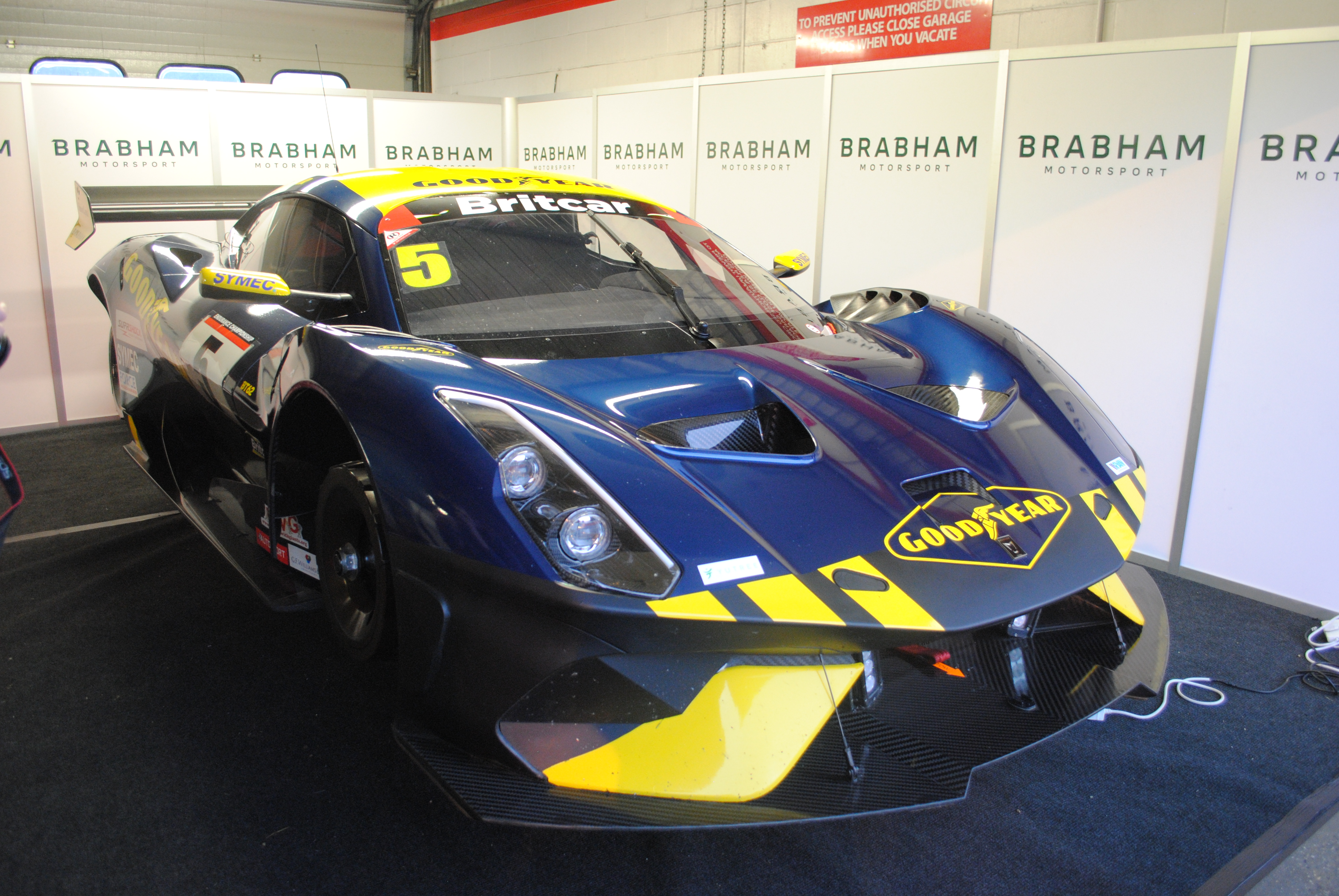

La BT62 ha fatto il suo debutto nelle gare endurance a Brands Hatch, gareggiando nel campionato Britcar Endurance 2019 il 9 e 10 novembre. L'auto partì dalla pole position nella prima gara e alla fine vinse la sua prima uscita in assoluto.